# Mario Stefani

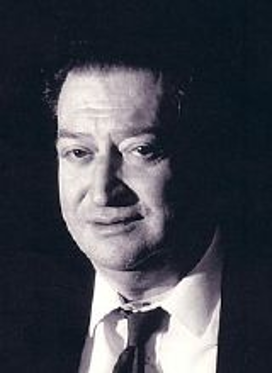
Mario Stefani foto

Mario Stefani (Venezia, 4 agosto 1938 – Venezia, 4 marzo 2001) è stato un poeta italiano.

## Biografia

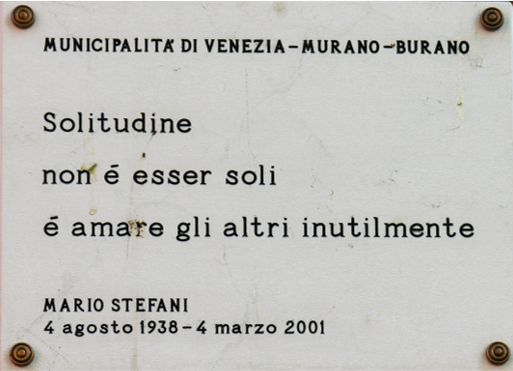
Lapide in ricordo di Mario Stefani a Venezia posta sulla sua casa in Campo San Giacomo da l'Orio

Laureato in lettere con una tesi sull'Epistolario di Pietro Aretino, lavorò all'Università di Urbino nell'équipe italianistica del prof. Neuro Bonifazi. Fu tra i collaboratori de Il Gazzettino, dell'Osservatore politico letterario, dell'Arena e del Resto del Carlino. 
Omosessuale (fece coming out già negli anni Settanta), lavorò come insegnante di scuola media superiore e fu per decenni iscritto al Partito Radicale.
Stefani si tolse la vita impiccandosi nel suo appartamento veneziano il 4 marzo 2001.. 
Mesi prima delle mani anonime avevano scritto in molti punti della città una frase del poeta: “Solitudine non è essere soli è amare gli altri inutilmente”.
Mario Stefani è sepolto a Venezia nel cimitero di San Michele (Recinto XX, 17, 52, F, 4).

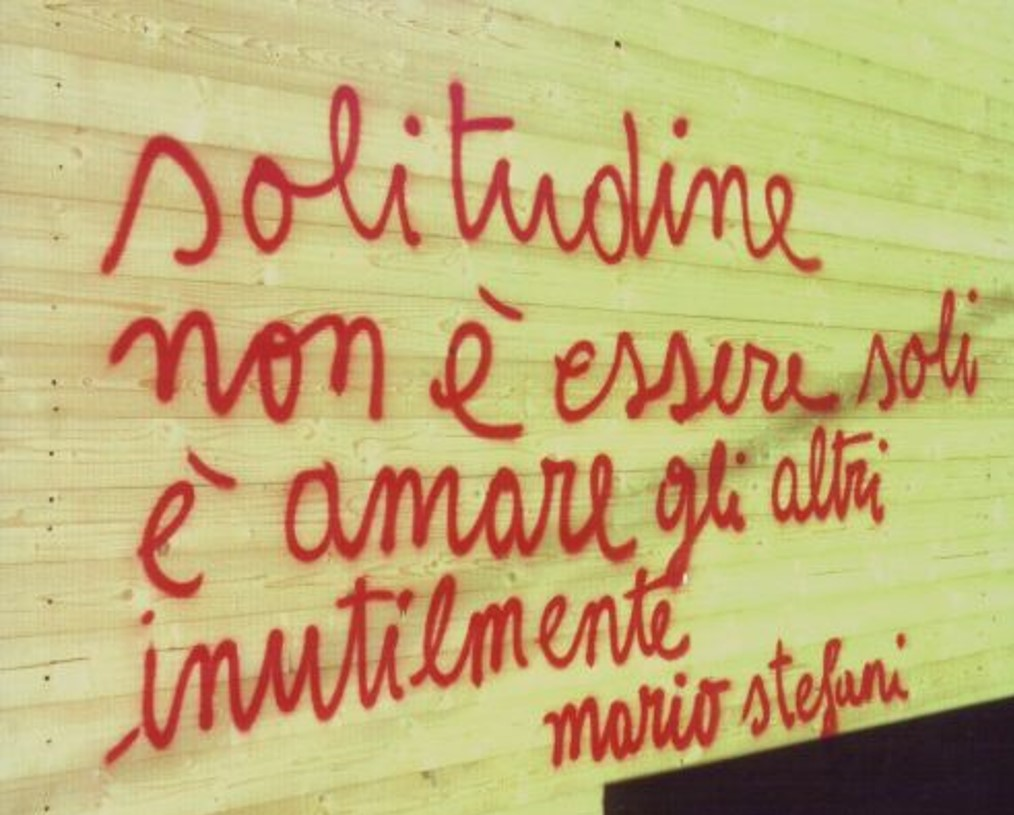

## Opere e riconoscimenti
Ottenne vari riconoscimenti e premi tra i quali: il primo premio Bergamo di poesia per il libro Elegie Veneziane, il premio Presidenza del Consiglio dei ministri, il premio Gabicce, il Milano, l'Abano.
È stato finalista più volte al Gatti e al Viareggio; con Il poeta assassino ha ricevuto il premio Taormina. Pubblicò: Desiderio della vita (1960), curato da Diego Valeri; Giorno dopo giorno (1961); Poesie scelte (1962), con un ritratto dell'autore di Virgilio Guidi; La speranza avara (1967); Come el vento ne la laguna (1968), con una prefazione di Cesco Baseggio; Il male di vivere (1968), con una prefazione di Aldo Palazzeschi; Un poco de tuto (1969), con una prefazione di Diego Valeri.Libertà del prigioniero (1970), con una prefazione di Giuseppe Longo; Elegie veneziane (1971), con una prefazione di Giovanni Titta Rosa.
Il 23 aprile 1970 Giovanni Spadolini e Indro Montanelli scelsero per il Corriere della Sera la poesia: Venezia more. La stessa poesia comparirà in Italia '70 (1971); 
Nel 1973 Roberto Micconi musicò tre liriche di Stefani, eseguite anche al Conservatorio di Musica Benedetto Marcello di Venezia.
La raccolta Poesie a un ragazzo (1974) fu pubblicata con una prefazione di Diego Valeri e un ritratto dell'autore di Giorgio de Chirico.
La poesia Venezia more nel 1977 viene inserita in Progetto uomo, testo per la IV elementare; Il poeta assassinato (1980), con un ritratto dell'autore di Eugène Dragutescu e con la prefazione di Virgilio Guidi; Epigrammi (1981), con una prefazione di Guglielmo Gigli e disegni di Roberto Joos.
Nel 1982 anche la critica d'oltre Manica gli tributa un importante riconoscimento: No other Goods??, 55 poesie tradotte da Anthony Reid, annotate da Martin Pitts. A debito della vita (1984), con prefazione di Giovanni Crovato, Carlo della Corte, Mario Picchi, Giovanni Raboni, testimonianze di Carlo Batocchi, Sandro Penna, Andrea Zanzotto. S. si concede anche al racconto: A tavola con Margherita (1986); Torte eccellenti e viziose virtù (1987); Metamorfosi di un cane ed altri racconti (1988); Poesie erotiche (1988); Poesie (1960-1988) (1989).
Nel 1989 Francesca Zambon si laurea in Lettere all'Università Ca' Foscari di Venezia con una tesi dal titolo: A debito della vita. Un poeta contemporaneo: Mario Stefani. Nel 1989 il Sindaco di Venezia Antonio Casellati porta la poesia Venezia More, tradotta in francese con un disegno di Hugo Pratt, in un volantino a Parigi, contro l'Expo. Nel febbraio dello stesso anno la rivista Topolino lo inserisce nella storia Pippo, poeta contemporaneo dove Stefani copre il ruolo del Presidente della poesia strampalata. Per più antiche memorie (1990); Acque di laguna (1991).
La sua poesia compare nella antologia La mano nella carne (1993), con prefazione di Dario Bellezza; Se Venezia non avesse il ponte, l'Europa sarebbe un'isola (1994); Gazzella del mio cuore (1995), con disegni di Giampiero Cudin; Vino ed eros (1996); nello stesso anno scrive la postfazione alla raccolta di versi Lycaste del poeta Aljosha Pasquali. Versi senza maschera (1997); Poesie segrete (1998), con prefazione di Giuseppe Turroni.
Nel 2000 alla Fondazione Ugo e Olga Levi di Venezia venne messa in scena la lirica Ostaria musicata da Marc Konhauser. Una solitudine inquieta (2000). Nello stesso anno venne pubblicata postuma la raccolta di versi: Una quieta disperazione. 
Lo scrittore statunitense John Berendt aveva parlato della figura di Mario Stefani e della diatriba relativa al suo suicidio e al testamento in un capitolo del suo libro "Dove cadono gli angeli", dal titolo "L'uomo che voleva bene agli altri".
Nel 2002 presso la Fondazione Querini Stampalia venne costituito un fondo intitolato allo stesso Stefani, tale fondo è costituito da circa 6800 volumi provenienti dalla biblioteca personale del poeta, 16 targhe legate alla sua attività culturale, 26 fra dipinti e opere grafiche. Parte delle sue opere è stata tradotta in Gran Bretagna e negli Stati Uniti d'America.
Nel 2013 viene pubblicato Mario Stefani e Venezia. Cronache di un grande amore di Flavio Cogo, saggio che analizza l'amore del poeta per la sua città natale alla luce delle sue opere, dei suoi scritti (saggi, prefazioni, articoli, interventi), nonché del suo impegno politico e culturale.